# قیفک گوناگون
قیفک گوناگون (نام علمی: Conus variegatus) نام یک گونه از سرده قیفک‌ها است.